# ドラゴンボールGT
『ドラゴンボールGT』（ドラゴンボールジーティー、DRAGON BALL GT）は、鳥山明の漫画『ドラゴンボール』を原作としたテレビアニメ『ドラゴンボールZ』の続編として制作されたオリジナルストーリーのテレビアニメ。略称表記は『DBGT』。
1996年（平成8年）2月7日から1997年（平成9年）11月19日までフジテレビ系列で毎週水曜日 19:00 - 19:30（JST）に放送された。全64話+番外編1話。

## 作品解説
アニメ『ドラゴンボールZ』の最終話から5年後の世界を舞台とした、アニメオリジナル作品である。
原作漫画の連載終了後も、水曜夜7時のゴールデンタイム枠で「『ドラゴンボール』のアニメシリーズを続けたい」というスタッフ、テレビ局、スポンサーらの意向により、孫悟空の孫娘パンやトランクスたち次世代の子供たちが活躍する「魔人ブウとの最終決戦終結から最終話までの10年間」を描くオリジナルストーリーで新作を作りたいという意見が出た。これを原作者の鳥山明や週刊少年ジャンプ編集部に伝えた際、打ち合わせの中で出た意見を踏まえ、「原作の最終話のその後」を描くという方向性が決定したことで制作が開始された。原作の「その後」をアニメオリジナルで展開した、孫悟空の新たな冒険ストーリーであり、「ドラゴンボールイズムを継承する正当なる外伝アニメ」として位置づけられている。原作者の鳥山明は「原作の壮大なサイドストーリーであるドラゴンボールGTを僕と一緒に楽しく観ていただければ幸いです」とコメントしている。
物語は、究極のドラゴンボールの力によって孫悟空が子供の姿になったことから始まる。悟空が子供になり、それに伴い瞬間移動も使えなくなったのは、次世代の子供であるパンたちの物語に、悟空をどう絡ませるかを考えたとき、本作の段階で孫悟空はすでに50代となり、強くなりすぎて成長を描くことが難しかった事、あえて悟空を子供に戻して様々な制限を設けたほうがドラゴンボール探しで宇宙を旅する冒険の幅も膨らむだろう、という意図からである。
初期構想では「アクションやギャグがある雰囲気で、ドラゴンボール探しの旅に出る『元祖』初期のスタイルに戻そう」というアイデアが基点となっている。原作の世界観が深く広いため、地球よりも宇宙の方がスケール的には、どんな奴がいても許されるだろうという考えから、第26話までは宇宙が舞台となり、惑星冒険ものやスペースオペラの体裁をとった内容となっていた。しかし、第3話のシナリオ終了後に「こんな旅の話をずっとやっても面白くないんじゃないか」「ドラゴンボールシリーズなら、やはり爽快感が欲しい」という考えに到り、打ち合わせの中で「地球が危ないという話がいい」「個性的な敵が出て、その関わりの中で戦う展開が面白い」という方向性が打ち出され、制作早期には『GT』が持つ意味合いであった究極のドラゴンボール編のロードムービー路線から、バトル路線へ構成が切り替えられた。また前作『Z』で、「幼少の視聴者は悟空が出ていない展開が続くと気持ちが離れてしまっていた」経験などを理由に、戦闘パートは悟空を主軸にした展開中心となった。そのため、孫悟飯や孫悟天と、その合体戦士のゴテンクスなどを主軸とした戦闘パートは本作では描かれていない。なお、『Z』が原作連載終了後も物語の展開を引き延ばしていたのは、本作の製作に充てる準備期間が必要であったためと明かされている。
この年から東映動画制作の全ての新番組アニメに「ファイン・ネガ・ビデオシステム」が導入された影響で、本編中の色味が変更された。放映中にも主要スタッフが大幅に変動しており、松井亜弥の産休による降板でシリーズ構成が不在に、復讐鬼ベビー編以降の脚本担当は武上純希と前川淳とおおいとしのぶの3人によるローテーションとなるものの、武上は39話で降板し、以降は2人で残りのエピソードを書き上げた。作品のBGMは『Dr.スランプ アラレちゃん』の時代から15年間BGM作曲に携わってきた菊池俊輔からビーインググループ（Ading）在籍の徳永暁人（doa）にバトンタッチされ、本作のために作曲されたBGMと映画『ドラゴンボール 最強への道』でのBGMが使われた。
なお、前作『Z』までは音声面はモノラル放送で、提供クレジットはブルーバック画面であったが、今作より音声面はステレオ放送となり、同時に提供クレジット画面は、イラスト入りの静止画となっている。
今作の最終回は、『GT』のみならず『元祖』放送開始以来11年間続いてきた「ドラゴンボール」のアニメ全体の最終回ともいえるため、本放送の終盤には『元祖』と『Z』、『GT』のハイライト映像をバックにスクロールで全主要声優と主要スタッフの名が流れた。しかしDVD版や再放送では流れていない。
『ドラゴンボール』シリーズ最後の4:3制作アニメであり、フジテレビと東映アニメーション共同制作作品としては最後のセル制作によるテレビシリーズでもある。

### 原作者の関与
原作者である鳥山明は、物語の脚本制作には関わっていないが以下の点で協力している。
タイトルにある『GT』を提案したのは鳥山で「Grand Touring（グランド・ツーリング）」（壮大なる旅）という意味を込めて命名された。「Galaxy Tour（ギャラクシー・ツアー）」（銀河の旅）、「Galaxy Touring（ギャラクシー・ツーリング）」（銀河の旅）、「Great Touring（グレート・ツーリング）」（偉大なる旅）などの意味も含めている。また、タイトルロゴのデザインも、放送開始の約2か月前の1995年（平成7年）12月に鳥山の手で完成させた。
鳥山は他に、本作の主要キャラクターとなる、子供になった孫悟空、パン、トランクス、ギル、髭を生やし髪を切ったベジータ、眼鏡をかけネクタイを締めた孫悟飯、髪型を変えた孫悟天、白髪になり髭を生やしたクリリン、前髪の生え際がさらに後退したミスター・サタン、ブルマ、チチ、ビーデル、ブラ、悟空の下で修業したウーブと、タコ型宇宙船のデザインに加え、「怪物らと戦う悟空たちが描かれた荒野の星」「巨人と悟空たちが描かれた惑星モンマース」「巨大なアリジゴクモドキと悟空たちが描かれた砂漠の惑星カーラ」のイメージボード3点を提出。鳥山がイメージボードで描いた荒野の星の怪物は、第64話において地獄で暴れピッコロに撃退されるキャラクターとして登場している。『週刊少年ジャンプ』の1996年13号に掲載された「よろしくドラゴンボール」では、鳥山が『GT』について語り、子供になった『GT』の悟空のイラストも描いた。
その他の登場キャラクターなどのデザインは中鶴勝祥によるものであり、初期プロットと鳥山によるキャラクター原案を基にして中鶴の手で13点のイメージボードも描かれたが、このイメージボードを目にしたとき鳥山は「あれ、こんな絵描いたかな?」と勘違いしたことがあると語った。
主人公の新しい形態である超サイヤ人4のデザインも中鶴によるものであり、中鶴は「重要な設定の超サイヤ人4も僕がラフを描くことになって、試行錯誤しながらカタチにして、鳥山先生にお送りしたところ、少し修正は入っていたと思うんですけど、アイデア自体の変更は無かったので嬉しかった」と証言している。後に、『ドラゴンボールGT DVD-BOX』において同梱されたブックレットには、コメントと共に鳥山が、中鶴のデザインを見て描いた超サイヤ人4の悟空のイラストを描き下ろしている。
東映アニメーションから挙がってきた初期プロットはロードムービー的な展開で、星々を旅するという話が26話分程度であった。鳥山は、当初の大まかな脚本やストーリーからなる初期プロットをチェックして少しアドバイスを行ったと語り、その初期プロットを「だいたいこんな感じでという大まかな脚本を見せていただいた限りでは、なかなかよく考えてあって面白そうな雰囲気」と語った。作品開始時期には「今回お話のほうにはノータッチなんで一視聴者として作品を楽しめると今からワクワクしております。皆さんも楽しみにしていてください」、「私はまだ全然観ていませんが、どんな展開になるのか楽しみなような、心配なような…。のんびりしていながらアップテンポで話が進んでいけばと思っています。期待しております。私の中のドラゴンボールは、もうとっくに終わっていますが、アニメではまだまだスタッフの皆さんの頑張りやファンの皆さんのおかげで生き続けています」と語った。
鳥山は当時の心境について、2005年（平成17年）に発売されたDVD-BOXの特典ブックレットの中で「テレビアニメの方はもう少し続けたいとのことでしたがボクはもうこれ以上は…。というわけでドラゴンボールのアニメはストーリーも含め、すっかりアニメスタッフの方々におまかせすることになったのです」、「ずっとドラゴンボールを続けていただいてきた優秀なスタッフの皆さんなので安心しておまかせすることができたのです」と表現している。2013年（平成25年）の書籍では、「そのころ、連載はもう終わっていたので、僕の頭は次の仕事に向いていました。だから…正直に言うと、そこでまた『DB』のデザインというのは、ちょっとだけ抵抗がありました（笑）。続けていただけるのは、本当にありがたいと思いましたが」、「連載終了直後でしたので、『GT』の設定をそれほど乗り気で描いた記憶はありません。頼まれた設定画は頑張って描きましたが」と語った。2014年（平成26年）の『ドラゴンボール改』完成披露試写会に寄せたコメントでは、魔人ブウとの戦いについて「漫画を描いている自分でさえ嫌になるほど激しくくどい闘いの連続。血圧高めで薄味好きのオジサンになってしまった今では、もうこんな闘いは描けない。これ以降、闘いの漫画を描く気がなくなってしまった」と心境を吐露していた。

## あらすじ
究極のドラゴンボール編（第1話 - 第22話）
悟空がウーブと修行の旅に出てから5年。悟空の教えを受け15歳になったウーブと修行の最終試験を行っているころ、新たなドラゴンボールの存在を知ったピラフ一味が神殿に乗り込んだ。その星が黒い「究極のドラゴンボール」から現れた巨大な神龍でピラフ一味の野望が現実になると思われたとき悟空が現れ、ピラフの言葉を勘違いした神龍が悟空を子供の姿に変えてしまった。さらに願いを叶えた究極のドラゴンボールは宇宙へと飛び去ってしまうが、1年以内に全て集めて元の場所に戻さないと地球が爆発してしまうことが判明する。悟空は、パンやトランクスと共にドラゴンボールを集めるため宇宙へと旅立つ。
復讐鬼ベビー編（第23話 - 第40話）
M2を支配するリルド将軍の猛攻を振り切った悟空たちだったが、トランクスによって新たな野望が暴かれてしまう。それは、宇宙一の科学者ドクター・ミューによって造り出された「ベビー」の存在だった。一度は撃退するも、運悪くツフル人の細胞がミューに憑りついたため脱出してしまう。地球に現れたベビーは悟飯や悟天、ベジータの体を次々と乗っ取り、悟空、パン、ピッコロ、ミスター・サタン、ブウ、ウーブを除いた全ての地球人や仲間たちを洗脳、サイヤ人に対する復讐は瞬く間に成し遂げる。やっとのことで地球に帰った悟空も、サイヤパワーを吸収したスーパーベビーには超サイヤ人3でも敵ではなかった。悟空たちから究極のドラゴンボールを奪ったベビーは、ツフル星の蘇生に使ってしまう。これに怒ったウーブはミスター・ブウと同化したスーパーウーブとなり必殺光線で対抗。一方、悟空はスゴロク空間から脱出して、界王神界で尻尾を再生しツフル星に立った。一度は理性を失い大猿となり暴走するも、パンに止められたことで超サイヤ人4へと変身を遂げる。ベビーも大猿となり悟空と対峙。その間に正気を取り戻した悟飯たちとサイヤパワーを分け合い、大猿ベビーを圧倒。青年体となり、逃亡するベビーを10倍かめはめ波で撃退した。しかし、究極のドラゴンボールがベビーによって使用されたことでまた宇宙に散らばってしまったため、地球爆発という運命は避けられなかった。悟空は超サイヤ人4になって瞬間移動で地球上の生物全てをツフル星に移動させるが、ピッコロは悟空に再び瞬間移動できるだけの気を与え、地球と運命を共にして究極のドラゴンボールはただの石となった。その後ナメック星のドラゴンボールによって地球は蘇り平和が戻る。
究極の人造人間編（第41話 - 第47話）
平和が戻ったのも束の間、地獄の底では、地球一の科学者ドクター・ゲロとミューの二人が手を組み、人造人間17号を使い悟空に復讐を企んでいた。ゲロとミューの協力により完成した「新17号」と、この世の17号の共鳴反応により、あの世の地獄とこの世が接合し、かつて悟空たちに倒された強敵や悪党たちが復活する。悟空はセルとフリーザの待つ地獄に乗り込むが、それはゲロたちの罠だった。一方トランクス、ベジータを始めとする戦士たちと地獄の悪党たちが対峙するこの世では二人の17号が合体し、究極の人造人間・超17号が誕生、次々とこの世の戦士たちを打ちのめす。悟空はセルとフリーザを撃退するが脱出はできず、ピッコロとデンデが協力することで再びこの世に戻り、超17号と対決する。エネルギーを吸収し強化する超17号に超サイヤ人4でも敵わない中、クリリンの仇を討つため18号が反撃。すると悟空はエネルギーの吸収中は無防備なことを突き止め、龍拳とかめはめ波の連続攻撃で超17号を撃破する。
七匹の邪悪龍編（第48話 - 第64話）
17号との戦後処理のため悟空たちが集めたドラゴンボールには、ひびが入っていた。不安を過らせるなかで神龍を呼ぼうとした時、地響きとともに邪悪な「黒煙の龍」が現れた。悟空たちの願いを無視する黒煙の龍は、七匹の「邪悪龍」に分裂して世界中に散らばる。炎や風、電気など自然の力を操り、全世界をマイナスエネルギーで破壊しようとする邪悪龍に対し、悟空たちは様々な弱点を見つけて、次々と退治していく。地球の破壊をもくろむ一星龍と激戦の末、6つのドラゴンボールを取り込んだ超一星龍の絶大なパワーに次々と翻弄される悟空と仲間たち。絶体絶命かと思われたその時、死んだはずの悟空が立ち上がり、全宇宙から元気が悟空のもとに集まってくる。完成した超ウルトラ元気玉は、一星龍を瞬く間に消滅させた。平和が戻り、力を使い果たした悟空に仲間たちが駆け寄ると、蘇ったドラゴンボールから神龍が突然現れ、人々に「これ以上ドラゴンボールを使わせる訳にはいかない」と告げる。神龍の力で生還した悟空は人々を蘇らせる最後の願いを叶えると、神龍は悟空を乗せて皆の前から去っていった。

### 番外編
テレビスペシャル『ドラゴンボールGT 悟空外伝!勇気の証しは四星球（スーシンチュウ）』は、第41話と第42話の間に放映された番外編。作品時間軸では、最終話である第64話で悟空Jr.が天下一武道会に出場する前の出来事であるサイドストーリーとされている。CMのアイキャッチは番外編中で使用された映像を用いた全6種類となっている。
孫悟空と神龍が旅立って100年後。すっかり高祖母となったパンは孫悟空Jr.（そんごくうジュニア）と二人で暮らしていた。ある日、悟空Jr.は病気に苦しむパンを助けるため、ドラゴンボールを探しに孫家が以前住んでいたパオズ山の家へ向かう。
冒頭のナレーションでは「あの頃のみんなはもういない。ただひとりを除いては」と語られている。

## 主な登場人物
孫悟空
本作の主人公。ピラフ一味の発言を究極のドラゴンボールの神龍が勘違いしたことによって、若返り子供の体になってしまう。そのせいで瞬間移動が使えなくなる、超サイヤ人3でいられる時間が急激に短くなるなどの弱体化が見られた。「復讐鬼ベビー編」では、界王神たちの助力によって尻尾をもう一度生やしてもらい、ベビーとの戦いで大猿から超サイヤ人4へと覚醒。「七匹の邪悪龍編」では同じ超サイヤ人4に変身したベジータとフュージョンして「超サイヤ人4ゴジータ」になった。最終話で悟空は神龍と共に仲間たちの前から去り、ピッコロ、ベジータ、亀仙人が去りゆく悟空から何らかの意志を感じ取って驚くが、それがどのような内容だったかは明かされていない。
孫悟空Jr.
最終話終盤と番外編に登場。孫悟空とミスター・サタンの昆孫にあたる。容姿は悟空そっくりだが臆病な性格で、学校ではいつもいじめられていた。
パン
前作『Z』のエピローグで初登場した孫悟飯とビーデルの娘。悟空の孫に当たる10歳の少女。その血統から格闘センスは高い。前作での大人しく泣き虫な面影は消え、好奇心旺盛なお転婆娘となって悟空たちと共に冒険する。
トランクス
ベジータとブルマの長男である、サイヤ人と地球人のハーフ。前作『Z』のエピローグでは青年になってもヤンチャな性格だったが、本作では両親にも丁寧語を使うなど前作「人造人間編」の未来から来た青年トランクスに近い真面目な性格となっており、カプセルコーポレーションの社長を務める。社長業や武術の修行に不真面目な点を鍛え直すようベジータに命じられ、悟空とパンと共に旅立つ。2人を引率する、年下のパンからも呼び捨てにされるなど苦労人としての描写が多い。
ギル
イメッガ星で悟空たちと出会った小型ロボット。ドラゴンレーダーを食べてしまったことから一緒に旅に行くことに。マシン惑星M2（エムツー）が故郷。本名は「DB4649T2006RS」であるが、トランクスに「たぶんそれは製造番号だよ」と指摘され、悟空に動作音の“ギルルルル…”から「ギル」と名づけられた。
ベジータ
悟空のライバルの1人であるサイヤ人。『Z』の終盤で悟空を「ナンバー1」と認めて以来、純粋に己の限界を知るためだけに修行を続けている。本作当初、ヒゲを蓄えていたが娘のブラから酷評され剃り落し、服装も無頓着だったため変えさせられた。「復讐鬼ベビー編」ではベビーに寄生され体を乗っ取られてしまうが、「七匹の邪悪龍編」では超サイヤ人4に変身して悟空とフュージョンするなど活躍を見せた。
ピッコロ
ナメック星人で、悟空の長男・悟飯の武術の師匠。「復讐鬼ベビー編」終盤に黒いドラゴンボール復活を阻止するために破壊された地球と運命を共にする。「究極の人造人間編」では地獄に落ちた悟空を救うため、敢えて悪役を演じ地獄で悟空をこの世に戻すために協力。最終話でも地獄に留まり番人を務めた。
ドクター・ミュー
マシンミュータントの生みの親であり、宇宙の天才科学者。最強のマシンミュータントであるベビーを完成させるために宇宙の各地にマシンミュータントを放ち、エネルギーを集めた。しかしトランクスによってあえなく暴かれたベビーに寄生され、体内から破壊された。「究極の人造人間編」では地獄でドクター・ゲロから「孫悟空への復讐」を誘われ手を組み、新17号を使って全ギャラクシーの征服をもくろんだ。
ベビー
ネオ・マシンミュータントと呼ばれる機械生命体。サイヤ人への復讐を決意すると同時に、全宇宙の生物に卵を産みつけ洗脳して部下とする「全宇宙ツフル人化計画」を企てた。
新17号（ヘルファイター17号）
地獄でドクター・ゲロとドクター・ミューにより、この世にいる17号の潜在能力を引き出す存在としてつくられた人造人間。この世にいる17号と姿形はまったく同じだが、機械ベースなので人間の心はない。
神龍
願いを叶える存在の龍。普段は黒い雲に囲まれて現れるが、本作では雲1つ無い状態で出現した。一星龍を倒し力を使い果たした悟空の前に突然現れ、人々がドラゴンボールに頼りすぎたこと、そしてこれ以上ドラゴンボールを使わせないことを告げ、生還した悟空を乗せて皆の前から去っていった。
究極神龍
神がピッコロ大魔王と分裂する前に作った、究極のドラゴンボールから出てきた神龍。通常のものより巨大で赤い。
邪悪龍
マイナスエネルギーによってドラゴンボールにヒビが入り、現れた黒煙の龍から分裂した龍。全銀河の破壊を目的としている。悟空たちに倒されると元のドラゴンボールに戻った。

## スタッフ
- 企画
  - フジテレビ - 清水賢治（第1話 - 第26話） → 河合徹（第27話 - 第64話）
  - 東映動画 - 森下孝三（第1話 - 第64話）、蛭田成一（第27話 - 第41話） → 吉田竜也（第42話 - 第64話）
- プロデューサー
  - フジテレビ - 金田耕司（第1話 - 第26話） → 廃止
  - 東映動画 - 蛭田成一（第1話 - 第26話） → 廃止
- 原作 - 鳥山明（集英社『ジャンプ・コミックス』刊）
- 製作担当 - 末永雄一
- シリーズ構成 - 松井亜弥（第1話 - 第50話） → 廃止[注釈 12]
- 音楽 - 徳永暁人、菊池俊輔[注釈 13]
- キャラクターデザイン - 中鶴勝祥
- 美術デザイン - 辻忠直、吉池隆司
- シリーズディレクター - 葛西治
- 色彩設計 - 坂本陽子
- 撮影 - 三晃プロ
- 編集 - 福光伸一（タバック）
- 録音 - 二宮健治（タバック）
- 音響効果 - 新井秀徳 （フィズサウンド）
- 選曲 - 宮下滋（ビモス）
- オーディオディレクター - 小松亘弘（テアトル・エコー）[23]
- 美術進行 - 御園博
- 仕上進行 - 井上馨司、山下紀彦
- 広報（フジテレビ） - 小中ももこ（第1話 - 第30話・第49話） → 城ヶ崎祐子（第31話 - 第48話） → 為永佐知男（第50話 - 第64話）
- 録音スタジオ - タバック
- 現像 - 東映化学
- 制作 - フジテレビ、東映動画[注釈 14]

## 主題歌

### オープニングテーマ
「DAN DAN 心魅かれてく」
作詞 - 坂井泉水 / 作曲 - 織田哲郎 / 編曲 - 葉山たけし / 歌 - FIELD OF VIEW（ZAIN RECORDS）
※第64話（最終回）では、エンディングのスタッフロールでフルバージョンより長いバージョンが使用された。第27話以降は映像が一部変更され、ベビーの登場シーンが加えられ、最後の孫悟空、パン、トランクス、ギルの集合シーンが超サイヤ人4の悟空に変更された。その後の究極の人造人間編、七匹の邪悪龍編でもベビーが登場する映像のままで、最終回まで使用されていた。

### エンディングテーマ
「ひとりじゃない」（第1話〈1996年2月7日〉 - 第26話〈1996年10月30日〉）
作詞 - 池森秀一 / 作曲 - 織田哲郎 / 編曲 - 古井弘人 / 歌 - DEEN（B-Gram RECORDS）
「Don't you see!」（第27話〈1996年11月6日〉 - 第41話〈1997年3月12日〉・番外編〈1997年3月26日〉）
作詞 - 坂井泉水 / 作曲 - 栗林誠一郎 / 編曲 - 葉山たけし / 歌 - ZARD（B-Gram RECORDS）
第39話ではベビー消滅後に挿入歌としてフルバージョンの1番のみ流れた。
エンディング映像では『ドラゴンボール』原作単行本の背表紙を本作の仕様にした演出が挿入された。
「Blue Velvet」（第42話〈1997年4月16日〉 - 第50話〈1997年6月25日〉）
作詞 - 愛絵理 / 作曲・編曲 - はたけ / 歌 - 工藤静香（ポニーキャニオン）
エンディング映像のラストカットでは『ドラゴンボール』原作最終回のラストカットを本作の仕様にアレンジした演出があった。
「錆びついたマシンガンで今を撃ち抜こう」（第51話〈1997年7月2日〉 - 第64話〈1997年11月19日〉）
作詞・作曲 - 小松未歩 / 編曲 - 池田大介 / 歌 - WANDS（B-Gram RECORDS）

## 各話リスト
タイトルコールは八奈見乗児が担当。
| 放送日時      | 話数 | サブタイトル                           | 脚本           | （絵コンテ） 演出     | （総作画監督） 作画監督 | 美術     |
| ------------- | ---- | -------------------------------------- | -------------- | --------------------- | ----------------------- | -------- |
| 1996年 2月7日 | 1    | 謎のDB出現!! 悟空が子供に!?            | 松井亜弥       | 葛西治                | （宮原直樹） 久田和也   | 藤田勉   |
| 2月14日       | 2    | 主役は私! パン宇宙に飛び立つ!!         | 松井亜弥       | 橋本光夫              | 内山正幸                | 吉田智子 |
| 2月21日       | 3    | 超ガメツイ!! 商人の惑星イメッガ        | 松井亜弥       | 菊池一仁              | 袴田裕二                | 藤田勉   |
| 2月28日       | 4    | ウォンテッド!! 悟空が指名手配!?        | 久保田雅史     | 上田芳裕              | 菅野利之                | 吉田智子 |
| 3月6日        | 5    | 強いヤツ見っけ!! 用心棒レジック        | 久保田雅史     | 角銅博之              | 石川晋吾                | 藤田勉   |
| 3月13日       | 6    | ちょっとイテえぞ!? 悟空の歯医者        | 前川淳         | 橋本光夫              | 宮原直樹                | 吉田智子 |
| 3月20日       | 7    | 愛しのハニー!? 花嫁はトランクス        | 松井亜弥       | 菊池一仁              | 内山正幸                | 藤田勉   |
| 4月17日       | 8    | 悟空もドッカン!! おヒゲパワー全開      | 松井亜弥       | 上田芳裕              | 袴田裕二                | 吉田智子 |
| 4月24日       | 9    | シマッタ!! 悟空飛び込む罠の星!?        | 松井亜弥       | 橋本光夫              | 菅野利之                | 藤田勉   |
| 5月1日        | 10   | 踊ってアタック!? ボンパッパー!!        | 松井亜弥       | 角銅博之              | 久田和也                | 吉田智子 |
| 5月8日        | 11   | ルードの呪い!? 人形にされたパン        | 久保田雅史     | 菊池一仁              | 稲上晃                  | 藤田勉   |
| 5月15日       | 12   | 神のお告げは超迷惑!! ルード起動        | 久保田雅史     | 葛西治                | 内山正幸                | 吉田智子 |
| 5月22日       | 13   | こいつが親玉!? 謎の科学者ミュー        | 松井亜弥       | 上田芳裕              | 山室直儀                | 藤田勉   |
| 6月5日        | 14   | リズムでバッチリ!? ルード攻略!!        | おおいとしのぶ | 橋本光夫              | 袴田裕二                | 吉田智子 |
| 6月12日       | 15   | もうグレてやる!! パンの家出!?          | おおいとしのぶ | 山内重保              | 菅野利之                | 藤田勉   |
| 6月19日       | 16   | マシン惑星M2…裏切りのギル!?            | 松井亜弥       | 今村隆寛              | 久田和也                | 吉田智子 |
| 6月26日       | 17   | パンにおまかせ! 悟空救出作戦!!         | 前川淳         | 菊池一仁              | 井手武生                | 藤田勉   |
| 7月10日       | 18   | データにゃないぜ!! 悟空の超本気        | 久保田雅史     | 上田芳裕              | 内山正幸                | 吉田智子 |
| 7月17日       | 19   | 出陣!! 最強ミュータント・リルド        | 前川淳         | 橋本光夫              | 山室直儀                | 藤田勉   |
| 7月31日       | 20   | たまげたぞ!! 悟空を襲う金属津波        | 矢島大輔       | （山内重保） 門田英彦 | 袴田裕二                | 吉田智子 |
| 8月14日       | 21   | 何てこった!! 金属板になった悟空        | 松井亜弥       | 葛西治                | 菅野利之                | 藤田勉   |
| 8月21日       | 22   | 暴かれた野望!! 邪悪生命体ベビー        | 松井亜弥       | 今村隆寛              | 久田和也                | 吉田智子 |
| 8月28日       | 23   | 隠された危機!? 難破船と謎の少年        | 武上純希       | 上田芳裕              | 内山正幸                | 藤田勉   |
| 9月4日        | 24   | ベビー逆襲!! 狙われたサイヤ人!!        | 前川淳         | 菊池一仁              | 井手武生                | 吉田智子 |
| 10月16日      | 25   | 大変だ!! 地球にベビーが現れた          | 前川淳         | 橋本光夫              | 山室直儀                | 藤田勉   |
| 10月30日      | 26   | 悟飯と悟天…最悪の兄弟ゲンカ!?          | 武上純希       | 今村隆寛              | 袴田裕二                | 吉田智子 |
| 11月6日       | 27   | 野望完成!? 乗っ取られたベジータ        | 矢島大輔       | 上田芳裕              | 久田和也                | 藤田勉   |
| 11月13日      | 28   | 悟空 帰る…地球は全部オラの敵!?         | 矢島大輔       | 菊池一仁              | 稲上晃                  | 吉田智子 |
| 11月27日      | 29   | 超ヤバイ!? 超サイヤ人3敗れる!!         | 武上純希       | 橋本光夫              | 内山正幸                | 藤田勉   |
| 12月4日       | 30   | 悟空消滅!? オラは死んじまっただ        | 前川淳         | 今村隆寛              | 井手武生                | 吉田智子 |
| 12月11日      | 31   | アッと驚く!? スゴロク空間大崩壊        | 前川淳         | 上田芳裕              | 山室直儀                | 坂木功治 |
| 1997年 1月8日 | 32   | 悟空を返せ!! 怒りの戦士ウーブ          | 武上純希       | 門田英彦              | 袴田裕二                | 吉田智子 |
| 1月15日       | 33   | くらえベビー! 新生ウーブ必殺光線!!     | 武上純希       | 菊池一仁              | 久田和也                | 坂木功治 |
| 1月22日       | 34   | 変身失敗!? 悟空の大ザル大暴れ!!        | 武上純希       | 葛西治                | 内山正幸                | 吉田智子 |
| 1月29日       | 35   | 最強!! 悟空が超サイヤ人4に!!           | 前川淳         | 橋本光夫              | 稲上晃                  | 吉池隆司 |
| 2月5日        | 36   | 不死身の怪物!? 凶悪大ザルベビー        | 前川淳         | 今村隆寛              | （山室直儀） 小泉昇     | 吉田智子 |
| 2月12日       | 37   | 壮絶!! ベビーと悟空ダブルKO!!          | おおいとしのぶ | 上田芳裕              | 袴田裕二                | 吉池隆司 |
| 2月19日       | 38   | みんなの力で…超サイヤ人4復活           | おおいとしのぶ | 門田英彦              | 久田和也                | 吉田智子 |
| 2月26日       | 39   | これで最後だ! ついにベビー消滅         | 武上純希       | 菊池一仁              | 内山正幸                | 坂木功治 |
| 3月5日        | 40   | 地球爆発!! ピッコロの重大な決意        | 前川淳         | 橋本光夫              | 山室直儀                | 吉田智子 |
| 3月12日       | 41   | 天下一武道会 サタンの後継者は誰        | 前川淳         | 今村隆寛              | 内山正幸                | 吉田智子 |
| 3月26日       | SP   | 悟空外伝! 勇気の証しは四星球           | 前川淳         | 上田芳裕 門田英彦     | 稲上晃                  | 吉池隆司 |
| 4月16日       | 42   | 死ね悟空!! 地獄から蘇る強敵たち        | 前川淳         | 菊池一仁              | 山室直儀                | 吉田智子 |
| 4月23日       | 43   | 地獄の魔戦士! セル&フリーザ復活        | 前川淳         | 橋本光夫              | 小泉昇                  | 坂木功治 |
| 4月30日       | 44   | 究極の人造人間! 二人の17号合体         | 前川淳         | 上田芳裕              | 久田和也                | 吉田智子 |
| 5月14日       | 45   | 急げ悟空!! 地獄からの脱出大作戦        | 前川淳         | 門田英彦              | 内山正幸                | 吉池隆司 |
| 5月28日       | 46   | 激突!! スーパーサイヤ人4VSスーパー17号 | 前川淳         | 今村隆寛              | 袴田裕二                | 吉田智子 |
| 6月4日        | 47   | 大逆転! 悟空と18号の二段攻撃さく裂     | 前川淳         | 菊池一仁              | 井手武生                | 吉池隆司 |
| 6月11日       | 48   | これはビックリ! 神龍が敵に?!           | おおいとしのぶ | 橋本光夫              | 山室直儀                | 吉田智子 |
| 6月18日       | 49   | 最強の敵?! 恐怖の裏ワザを使う龍        | おおいとしのぶ | 上田芳裕              | 小泉昇                  | 坂木功治 |
| 6月25日       | 50   | サイヤパワー玉砕!? 電気獣五星龍        | 前川淳         | 門田英彦              | 内山正幸                | 吉田智子 |
| 7月2日        | 51   | 六星龍! 大竜巻攻撃の弱点を探せ         | 前川淳         | 今村隆寛              | 久田和也                | 吉田智子 |
| 7月9日        | 52   | パンあぶねぇ! 七星龍のとっておき       | 前川淳         | 菊池一仁              | 山室直儀                | 坂木功治 |
| 7月16日       | 53   | パンが消滅!? 涙の10倍かめはめ波        | おおいとしのぶ | 橋本光夫              | 内山正幸                | 吉田智子 |
| 8月6日        | 54   | 摂氏6000度のパワー! 太陽の戦士         | おおいとしのぶ | 上田芳裕              | 小泉昇                  | 吉池隆司 |
| 8月13日       | 55   | ブルマ動く! ベジータ改造計画           | 前川淳         | 上田芳裕              | 内山正幸                | 吉池隆司 |
| 8月20日       | 56   | 太陽の次は極寒! 炎と氷の兄弟龍         | 前川淳         | 菊池一仁              | 井手武生                | 吉田智子 |
| 9月3日        | 57   | 強さ圧倒的!! 邪悪龍を支配する龍        | 前川淳         | 今村隆寛              | 久田和也                | 藤田勉   |
| 9月10日       | 58   | 反撃開始! スーパーサイヤ人4を超えろ    | おおいとしのぶ | 橋本光夫              | 内山正幸                | 吉田智子 |
| 9月17日       | 59   | 敵か味方か…大猿ベジータ大暴れ          | おおいとしのぶ | 上田芳裕              | 山室直儀                | 藤田勉   |
| 10月22日      | 60   | フュージョン!! 究極のスーパーゴジータ  | 前川淳         | 菊池一仁              | 袴田裕二                | 吉田智子 |
| 10月29日      | 61   | 絶対勝つぞ! 四星球を食った悟空         | 前川淳         | （森下孝三） 藤瀬順一 | 井手武生                | 藤田勉   |
| 11月5日       | 62   | 悟空を救え! 最後の味方登場             | 前川淳         | 上田芳裕              | 内山正幸                | 吉田智子 |
| 11月12日      | 63   | 奇跡の逆転勝利!! 宇宙を救った悟空      | 前川淳         | 門田英彦              | 久田和也                | 藤田勉   |
| 11月19日      | 64   | さらば悟空…また逢う日まで              | 前川淳         | （上田芳裕） 門田英彦 | 宮原直樹                | 吉田智子 |

放送休止
- 1996年3月27日：スペシャル 『ドラゴンボールZ 龍拳爆発!!悟空がやらねば誰がやる』・『ドラゴンボールZ とびっきりの最強対最強』
- 1996年4月3日：特番『死後の世界』
- 1996年4月10日：プロ野球中継『ヤクルト×巨人』
- 1996年5月29日：プロ野球中継『ヤクルト×巨人』
- 1996年7月3日：プロ野球中継『ヤクルト×巨人』
- 1996年7月24日：アトランタオリンピックハイライト
- 1996年8月7日：渥美清追悼特番
- 1996年9月11日：日本サッカー協会75周年記念試合『日本×ウズベキスタン』
- 1996年9月18日：プロ野球中継『ヤクルト×巨人』
- 1996年9月25日：目撃ドキュメント
- 1996年10月2日：さんまの第9回オールスタースポーツするぞ!大放送
- 1996年10月9日：スペシャル 『ドラゴンボールZ 超サイヤ人だ孫悟空』
- 1996年10月23日：日本シリーズ第4戦『オリックス×巨人』
- 1996年11月20日：Jリーグサントリーカップ決勝『名古屋グランパスエイト×鹿島アントラーズ』
- 1996年12月18日：スペシャル 『ドラゴンボールZ 激突!!100億パワーの戦士たち』
- 1996年12月25日：笑っていいとも!特大号
- 1997年1月1日：第34回新春かくし芸大会
- 1997年3月19日：るろうに剣心 -明治剣客浪漫譚- スペシャル
- 1997年4月2日：ザッツお台場エンターテイメント! 第3夜・ドラマの38年
- 1997年4月9日：ムツゴロウとゆかいな仲間たち
- 1997年5月7日：プロ野球中継『ヤクルト×巨人』
- 1997年5月21日：2002W杯日韓共催記念試合『日本×韓国』
- 1997年7月23日：るろうに剣心 -明治剣客浪漫譚- スペシャル
- 1997年7月30日：スペシャル 『ドラゴンボールZ 危険なふたり!超戦士はねむれない』
- 1997年8月27日：プロ野球中継『ヤクルト×巨人』
- 1997年9月24日：スペシャル 『ドラゴンボールZ とびっきりの最強対最強』・『ドラゴンボールZ 龍拳爆発!!悟空がやらねば誰がやる』
- 1997年10月1日：スペシャル 『ドラゴンボールZ 地球まるごと超決戦』
- 1997年10月8日：ドリフ大爆笑'97
- 1997年10月15日：時代劇スペシャル

## 視聴率
- 平均視聴率：14.6%（関東地区）
- 初回視聴率：19.6%（関東地区） / 19.2%（関西地区）[24]
- 最高視聴率：19.7%（2話「主役は私!パン宇宙に飛び立つ!!」・関東地区）[25]

## 放送局
| 放送地域       | 放送局             | 放送期間                       | 放送日時 | 放送系列                                     | 備考                                |
| -------------- | ------------------ | ------------------------------ | --- | -------------------------------------------- | ----------------------------------- |
| 関東広域圏     | フジテレビ         | 1996年2月7日 - 1997年11月19日  | 水曜 19:00 - 19:30 | フジテレビ系列                               | 制作局                              |
| 北海道         | 北海道文化放送     | 1996年2月7日 - 1997年11月19日  | 水曜 19:00 - 19:30 | フジテレビ系列                               | 同時ネット                          |
| 岩手県         | 岩手めんこいテレビ | 1996年2月7日 - 1997年11月19日  | 水曜 19:00 - 19:30 | フジテレビ系列                               | 同時ネット                          |
| 宮城県         | 仙台放送           | 1996年2月7日 - 1997年11月19日  | 水曜 19:00 - 19:30 | フジテレビ系列                               | 同時ネット                          |
| 秋田県         | 秋田テレビ         | 1996年2月7日 - 1997年11月19日  | 水曜 19:00 - 19:30 | フジテレビ系列                               | 同時ネット                          |
| 福島県         | 福島テレビ         | 1996年2月7日 - 1997年11月19日  | 水曜 19:00 - 19:30 | フジテレビ系列                               | 同時ネット                          |
| 新潟県         | 新潟総合テレビ     | 1996年2月7日 - 1997年11月19日  | 水曜 19:00 - 19:30 | フジテレビ系列                               | 同時ネット                          |
| 長野県         | 長野放送           | 1996年2月7日 - 1997年11月19日  | 水曜 19:00 - 19:30 | フジテレビ系列                               | 同時ネット                          |
| 静岡県         | テレビ静岡         | 1996年2月7日 - 1997年11月19日  | 水曜 19:00 - 19:30 | フジテレビ系列                               | 同時ネット                          |
| 富山県         | 富山テレビ         | 1996年2月7日 - 1997年11月19日  | 水曜 19:00 - 19:30 | フジテレビ系列                               | 同時ネット                          |
| 石川県         | 石川テレビ         | 1996年2月7日 - 1997年11月19日  | 水曜 19:00 - 19:30 | フジテレビ系列                               | 同時ネット                          |
| 福井県         | 福井テレビ         | 1996年2月7日 - 1997年11月19日  | 水曜 19:00 - 19:30 | フジテレビ系列                               | 同時ネット                          |
| 中京広域圏     | 東海テレビ         | 1996年2月7日 - 1997年11月19日  | 水曜 19:00 - 19:30 | フジテレビ系列                               | 同時ネット                          |
| 近畿広域圏     | 関西テレビ         | 1996年2月7日 - 1997年11月19日  | 水曜 19:00 - 19:30 | フジテレビ系列                               | 同時ネット                          |
| 島根県・鳥取県 | 山陰中央テレビ     | 1996年2月7日 - 1997年11月19日  | 水曜 19:00 - 19:30 | フジテレビ系列                               | 同時ネット                          |
| 岡山県・香川県 | 岡山放送           | 1996年2月7日 - 1997年11月19日  | 水曜 19:00 - 19:30 | フジテレビ系列                               | 同時ネット                          |
| 広島県         | テレビ新広島       | 1996年2月7日 - 1997年11月19日  | 水曜 19:00 - 19:30 | フジテレビ系列                               | 同時ネット                          |
| 愛媛県         | 愛媛放送           | 1996年2月7日 - 1997年11月19日  | 水曜 19:00 - 19:30 | フジテレビ系列                               | 同時ネット                          |
| 福岡県         | テレビ西日本       | 1996年2月7日 - 1997年11月19日  | 水曜 19:00 - 19:30 | フジテレビ系列                               | 同時ネット                          |
| 佐賀県         | サガテレビ         | 1996年2月7日 - 1997年11月19日  | 水曜 19:00 - 19:30 | フジテレビ系列                               | 同時ネット                          |
| 長崎県         | テレビ長崎         | 1996年2月7日 - 1997年11月19日  | 水曜 19:00 - 19:30 | フジテレビ系列                               | 同時ネット                          |
| 熊本県         | テレビ熊本         | 1996年2月7日 - 1997年11月19日  | 水曜 19:00 - 19:30 | フジテレビ系列                               | 同時ネット                          |
| 鹿児島県       | 鹿児島テレビ       | 1996年2月7日 - 1997年11月19日  | 水曜 19:00 - 19:30 | フジテレビ系列                               | 同時ネット                          |
| 沖縄県         | 沖縄テレビ         | 1996年2月7日 - 1997年11月19日  | 水曜 19:00 - 19:30 | フジテレビ系列                               | 同時ネット                          |
| 宮崎県         | テレビ宮崎         | 1996年2月7日 - 1997年11月19日  | 水曜 19:00 - 19:30 | フジテレビ系列 日本テレビ系列 テレビ朝日系列 | 同時ネット                          |
| 山形県         | さくらんぼテレビ   | 1997年4月16日 - 1997年11月19日 | 水曜 19:00 - 19:30 | フジテレビ系列                               | 同時ネット                          |
| 大分県         | テレビ大分         | - 1997年12月16日               | 火曜 16:30 - 17:00 | フジテレビ系列 日本テレビ系列                | 時差ネット                          |
| 青森県         | 青森放送           |                                | 水曜 16:25 - 16:55および金曜 16:25 - 16:55（1997年2月時点） 月曜 15:55 - 16:25（1997年12月時点）                                     | 日本テレビ系列                               | 時差ネット                          |
| 山梨県         | 山梨放送           | - 1996年9月27日                | 金曜 16:00 - 16:30 | 日本テレビ系列                               | 時差ネット                          |
| 徳島県         | 四国放送           | - 1997年12月8日                | 月曜 17:00 - 17:30(1996年9月まで) 月曜 16:57 - 17:27(1996年10月から1997年3月まで) 月曜 17:00 - 17:30(1997年4月から1997年12月8日まで) | 日本テレビ系列                               | 時差ネット                          |
| 高知県         | テレビ高知         | - 1997年2月以前に打ち切り      | | TBS系列                                      | 時差ネット                          |
| 高知県         | 高知さんさんテレビ | 1997年4月16日 - 1997年11月19日 | 水曜 19:00 - 19:30 | フジテレビ系列                               | 同時ネット                          |
| 山口県         | テレビ山口         | - 1997年11月28日               | 金曜 16:00 - 16:30 | TBS系列                                      | 時差ネット                          |
| 日本全域       | アニマックス       | 2017年12月 - 2018年6月16日     | 土曜 18:00 - 19:30 日曜 7:30 - 9:00                                                                                                  | CS放送                                       | 時差ネット 字幕放送 毎週3話ずつ放送 |

## 映像ソフト
販売された『ドラゴンボールGT』のDVDには、テレビで放送されているものとはいくつか仕様の違いがある。
まず、テレビ放送において次回予告はエンディングの前に配置されていたのに対し、DVDではエンディングの後に配置されている。音声面はテレビ版では5話以降磁気音声を使用したステレオで放送されていたが、DVD版ではフィルムトラックの光学音声が使用されているため、オープニングやエンディング、スペシャルディスクに収録されている番外編以外は全てモノラル音声になっている。なお、DVD-BOX・単巻のいずれもデジタルリマスター化されている。
- DBGT -DRAGON BALL GT DVD BOX 〜DRAGON BOX
  - DVD11枚+スペシャルディスク1枚=計12枚組
  - 片面2層、4:3スタンダード、2.0chモノラル[注釈 21]

2005年（平成17年）5月25日発売。『GT』初の映像ソフト化となった商品。11枚のディスクに全64話、スペシャルディスクに番外編と映像特典をそれぞれ収録。DVDが4枚ずつ収められたデジパックが3つ入った仕様となっている。DVDはピクチャーレーベル仕様になっており、デジパックは銀色の背景にキャラクターの絵と文字があしらわれたデザイン。
2005年2月28日までに予約した購入者にはTV&DVD対応「原寸大ドラゴンレーダー型リモコン」、「映像特典スペシャルディスク」、鳥山明のコメントなども掲載された特製ブックレット『Dragonbook』、発売延期のお詫びとして追加特典となったミスター・サタンの絵柄になったゼニー紙幣10枚が入った「特製大入り袋」が付属した。
- ドラゴンボールGT VOL.1〜VOL.11
  - 発売元；集英社・フジテレビ・東映アニメーション、製造元・販売元：ポニーキャニオン

2008年（平成20年）2月6日から同年6月4日にかけ単巻DVDとして、VOL.8までが2巻ずつ、VOL.9 - 11が同時発売された。全11巻となっており、1巻から9巻までが6話、10巻と11巻が5話ずつ収録されている。

## CD
音楽関係で発売されているのものは主題歌シングルのみで、アルバムは発売されていない。

### サウンドトラック
『DRAGON BALL GT』名義でのサウンドトラックは、放送中・放送後も、現時点では発売されていない。ただし、放送開始の一か月後に劇場公開された『ドラゴンボール 最強への道』のサントラ『ドラゴンボール 最強への道 ORIGINAL SOUNDTRACK』に、放送で用いられた楽曲が若干収録されている。作曲は、『GT』『最強への道』いずれも徳永暁人によるもの。

### 主題歌シングル
- DAN DAN 心魅かれてく / FIELD OF VIEW
  - 同年に作詞者である坂井泉水が『TODAY IS ANOTHER DAY』にて、セルフカバーを発表している。
- ひとりじゃない / DEEN
- Don't you see! / ZARD
  - 放送から16年経った2012年（平成24年）に「TV on-air ver.」が収録されたBOX、『ZARD Album Collection 〜20TH ANNIVERSARY〜』が発売されている。Disc12のPREMIUM DISCに収録され、イントロがギターから始まっている。
- Blue Velvet / 工藤静香
- 錆びついたマシンガンで今を撃ち抜こう / WANDS

## 書誌情報

### フィルムコミック
- 『ジャンプ・アニメコミックス ドラゴンボールGT 悟空外伝! 勇気の証しは四星球』集英社、1997年7月23日発行、ISBN 4-83-421525-3
- 『ジャンプ コミックス ドラゴンボールGT アニメコミックス 邪悪龍編』集英社、全3巻
  - Vol.1、2019年12月9日発行（2019年12月4日発売[書誌 1]）、ISBN 978-4-08-882159-7
  - Vol.2、2019年12月9日発行（2019年12月4日発売[書誌 2]）、ISBN 978-4-08-882160-3
  - Vol.3、2019年12月9日発行（2019年12月4日発売[書誌 3]）、ISBN 978-4-08-882161-0

『ジャンプ・アニメコミックス ドラゴンボールGT 悟空外伝! 勇気の証しは四星球』は、テレビスペシャル扱いとなっている番外編のフィルムコミックで、後にコンビニコミックで再版された。『ドラゴンボールGT アニメコミックス 邪悪龍編』は、『最強ジャンプ』2014年1月号から2019年7月号まで連載された、本作テレビアニメの「七匹の邪悪龍編」を2色カラーでフィルムコミック化した内容を、フルカラーで収録したもの。Vol.3には、本作でキャラクターデザインを手掛けた中鶴勝祥のインタビューや設定資料も掲載されている。『最強ジャンプ』2019年9月号から2023年8月号には、本作テレビアニメ第1話からの内容をフィルムコミック化した『ドラゴンボールGT アニメコミック 宇宙探索編』と『ドラゴンボールGT アニメコミック ベビー編』も連載されている。

### ガイドブック
- 『ジャンプ・アニメコミックス・ジュニア ドラゴンボールGT パーフェクトファイル』集英社、1997年5月24日発行、ISBN 4-8342-1524-5
- 『ジャンプ・アニメコミックス・ジュニア ドラゴンボールGT パーフェクトファイルNo.2』集英社、1997年12月17日発行、ISBN 4-8342-1528-8

セル画を用いたガイドブック。『ドラゴンボールGT』の前半を紹介した「パーフェクトファイル」と、後半を紹介した「パーフェクトファイルNo.2」の全2巻。前半を紹介した本には、『GT』の年表や用語辞典、鳥山明によるイメージボードとキャラ原案なども掲載。後半を紹介した本には、用語辞典、鳥山明によるタイトルロゴのラフデザインとメモ、野沢雅子のロングインタビューなども掲載されている。長らく絶版状態だったが、復刻版が2006年（平成18年）4月に「Vol.1」「Vol.2」として発売。表紙カバー背景の色は復刻前では黒・赤だったが、復刻版では宇宙をイメージした色に変更されており、目次ではない内容紹介が中表紙から削除された。復刻前は特典シールもページ数に含まれていたが、復刻版はシールが削除されたため2ページ減っており、Vol.2ではCD紹介ページでCDの値段表記も削除された。
他にも、『ドラゴンボール大全集』7巻には鳥山による『GT』のデザイン画などが掲載され、『ドラゴンボール超全集』3巻にも『GT』のストーリー特集などが掲載されている。

## イベント
ドラゴンボールGTライブショー「ドン・キアーと万能銃」
着ぐるみを使ったライブショー。1ステージ約30分。

## CMへの起用
ショウワノート
「新学期シリーズ」に『ドラゴンボールGT』が登場。（1996年）
日糧製パン・「Nichiryo」
蒸しパンのCMに『ドラゴンボールGT』が登場。（1996年 - 1997年）

## その他
- 英語版はFUNimation製作のアメリカ合衆国版とBlue Water製作のインターナショナル版が存在する。前者は『元祖』や『Z』の翻訳も行った会社だがBGMは変更され、毎週土曜日22時からアメリカのカートゥーン ネットワークにて第1回目として放送されたものは「バトルアクション作品という『Z』からの流れを断ち切りたくなかった」という理由から最初の16話はカットされ17話から始まるため違和感無いよう1 - 16話が編集されたオリジナルエピソード「A Grand Problem」を作成している[2]。その16話は後に「Lost Episodes」としてDVDが発売され、その後は、カットした宇宙を旅する前半のエピソードを挿入して放映されている[2]。後者はカナダ人声優を使い、ノーカット、BGM変更なしで、翻訳もFUNimationのものよりもオリジナルの日本語に忠実である。
- アメリカで放送された時には超サイヤ人4のウケが良く、6歳から11歳の男の子を対象とした年代別視聴率は約4%を獲得しており、プロデューサーを務めた森下孝三も「この数字は、かなり高い数字」とコメントしている。
- 『ドラゴンボールZ Sparking!』シリーズや『ドラゴンボール ゼノバース』シリーズなど、本作のキャラクターが登場するゲームは多く発売されているが、本作のみを題材にしたゲームは日本では存在しない。ただ、1997年（平成9年）8月21日にバンダイ [注釈 22] から発売されたPlayStation用対戦型格闘ゲーム『ドラゴンボール FINAL BOUT』は本作が中心のゲームであり、VS CPUでの最終ボスとしてスーパーベビー、隠しキャラクターにスーパーサイヤ人4孫悟空が登場する。実際に開発当初の名前が『ドラゴンボールGT FINAL PLUS（仮）』だった。本作の人気が高い北米を中心にした海外市場ではゲームボーイアドバンスにて『DRAGONBALL GT Transformation』が発売されている。
- 敵については、新しい敵を創るよりも、以前から続く流れの延長を大切にしたほうが、物語に説得力が生まれるという理由から、ベビーがツフル人、超17号が人造人間、邪悪龍がドラゴンボールと、世界観の中で以前に登場した存在を基に製作されている[12]。
- 悟空は生きているのか死んでいるのかわからないというイメージのラストシーンは『ドラゴンボールGT』の企画立ち上げ時から決まっており[2]、脚本担当の前川は「そこで死んだのかもしれないし、そうでない別のものになったのかも知れない。その判断は、ご覧になられた皆さんの想像に、おまかせします」とコメントしている[8]。
- 最終回で神龍が明かした重大な事実と悟空が神龍に捧げた願いには、ドラゴンボールの力に頼らず、人間の力で復興させるという意味が込められている。脚本担当の前川によると「苦境を切り抜けた先に夢を掴むのは、最終的に人の力なんだ」という意図を感じ取ってもらいたかったためだったという。同じ理由から「最終的な敵もドラゴンボールにしたが、四星球だけはただの邪悪な球にしたくなかった」と前川はコメントしている[8]。
- 最終回のエンディング後に後番組『ドクタースランプ』のCMが放送された。内容は悟空が則巻アラレにバトンタッチを行い、『ドクタースランプ』の本編映像が流れて第1話のサブタイトルに移行するものであった。なお、バトンタッチの映像は全編デジタルで制作されている。
- フランス・カンヌで行われた国際テレビ番組見本市・MIPTVの50周年記念では、「世界のテレビを変えた50作」として日本から、1963年からの50年間に放送された番組の中から『ドラゴンボールGT』を含む4作品が選ばれた[33][34]。
- 2013年（平成25年）に公開された『ドラゴンボールZ 神と神』は、『Z』と『GT』の間に相当すると語られている[35]。ただし、正確にはパンが産まれる前の原作第517話の魔人ブウ戦終結から第518話までの10年の中頃、魔人ブウ編から4年後にあたるエイジ778のある日[36][注釈 23]に起こった話である。
- 本作はドラゴンボール展パンフレットや『ドラゴンボール超全集』で、年表が記載された年代記において正式に記載されている[36][40]。
- 『ちょっとだけかえってきた Dr.SLUMP』第37話の冒頭4つのコマでは『GT』のストーリーが描かれている。
- バンダイチャンネルやフジテレビオンデマンドなどでも本作品が配信されている[41]。